# Burmesischer Knochenzüngler
Der Burmesische Knochenzüngler (Scleropages inscriptus (inscriptus = „beschriftete“)) ist ein Raubfisch aus der Familie der Knochenzüngler (Osteoglossidae). Die Art wurde erst 2012 beschrieben und kommt im birmanischen Teil der Malaiischen Halbinsel, in der Tanintharyi-Division vor. Das genaue Verbreitungsgebiet (Flüsse Tananthayi und/oder Tenasserim) ist unbekannt, da die Typusexemplare von Zierfischexporteuren aus Rangun und Meik stammen. Scleropages inscriptus ist die einzige bisher aus Myanmar bekannte Knochenzünglerart. Thailändischen Aquarianern waren die farblich attraktiven Fische schon seit etwa zehn Jahren bekannt.

## Merkmale
Der Burmesische Knochenzüngler ähnelt in seiner Morphologie, den Abmessungen, sowie  Flossen- und Schuppenformel stark dem Asiatischen Gabelbart (Scleropages formosus), dessen Verbreitungsgebiet sich östlich anschließt. Der Burmesische Knochenzüngler wird deshalb in die Untergattung Delsmania gestellt, die alle südostasiatischen Scleropages-Arten umfasst.
Von allen anderen südostasiatischen und australischen Knochenzünglern unterscheidet sich der Burmesische Knochenzüngler durch komplexe, farbige, labyrinth- oder wellenartigen Markierungen auf den Schuppen der Körperseiten, des Kiemendeckels und rund um die Augen. Diese charakteristischen Muster treten nur bei großen, ausgewachsenen Exemplaren auf und fehlen bei kleinen Individuen. Dabei sind diese Muster, wie die Fingerabdrücke beim Menschen, bei jedem großen Fisch unterschiedlich. Ähnliche farbige Schuppenmuster sind bisher bei keinem anderen Knochenfisch bekannt.